# Tombeau de Pétosiris
Situé à proximité de la ville d'Hermopolis, sur le site de Tounah el-Gebel, le tombeau de Pétosiris est dédié à un prêtre du dieu Thot qui fut considéré comme un sage par ses contemporains et reçut longtemps après son décès des témoignages de dévotion comme en témoignent les nombreux graffitis de l'époque gréco-romaine que l'on trouve sur les murs de sa chapelle de culte qui fut édifiée au-dessus de son caveau.
Pétosiris vivait sous la XXXe dynastie ainsi que sous la seconde domination perse (XXXIe dynastie) et le début de l'époque macédonienne (dynastie lagide). Son tombeau est daté d'environ 340 AEC.

## Le tombeau et son décor
La « chapelle » funéraire qu'il se fit construire fut conçue comme un véritable temple en miniature avec son pronaos et ses chapelles intérieures dédiées au culte funéraire de Pétosiris entourant un naos qui donnait accès au puits funéraire, dans lequel on a retrouvé son sarcophage qui est aujourd'hui exposé au musée du Caire.
L'architecture de ce temple funéraire miniature est intéressante à plus d'un titre, car elle préfigure celle des grands temples de l'époque ptolémaïque. Le pronaos est en effet constitué d'une salle hypostyle dont la façade à quatre colonnes comprend déjà les murs d'entrecolonnement ou murs-bahuts qui seront systématiquement développés dans l'architecture des derniers temps de l'histoire de l'Égypte antique.
Mais ce sont surtout les reliefs et programmes décoratifs développés sur les murs du monument qui retiennent l'attention. Les reliefs du pronaos sont uniques en leur genre, associant le style purement égyptien de représentation en deux dimensions au style grec et donnant ainsi à l’ensemble un ton très naturaliste qui tranche quelque peu avec l'austérité des reliefs religieux des chapelles de culte. Les scènes classiques du défunt surveillant les travaux de son domaine sont ici reprises, dans ce style unique, avec un luxe de détail et une minutie qui nous apporte un témoignage précieux sur la vie contemporaine de Pétosiris en Égypte.
Du reste, c'est ce qui rend ce monument si spécial car traditionnellement ces scènes étaient traitées à cette époque avec un certain archaïsme propre à la renaissance Saïte initiée par la XXVIe dynastie et développée puis accrue par les dynasties suivantes.
Au tombeau de Pétosiris, on assiste à ce qu’était probablement la société égyptienne de l’époque : un mélange de population venue de toute la Méditerranée qui associait leurs savoirs et leurs cultures à ceux des Égyptiens, sur les rives d’un Nil désormais définitivement ouvert aux influences étrangères.

## Découverte du tombeau
Le tombeau de Pétosiris a été découvert par Gustave Lefebvre en décembre 1919 :

« Dans les derniers jours de novembre, un habitant d'Ashmounein informait la Direction du Service des Antiquités qu'il connaissait un « temple » (ma'bad) dans la montagne de Derouah, et sollicitait l'autorisation d'y pratiquer « une fouille de dix jours ». Sans donner suite à cette demande, nous prescrivîmes à notre inspecteur de Miniéh, Antoun effendi Yousef, de faire redoubler de vigilance dans cette partie du gebel et de nous renseigner éventuellement sur l'existence et la nature du monument signalé. Quelques jours plus tard, le chef-ghafir du district, passant à Tounah, recueillait de la bouche d'un paysan de ce village des informations qui corroboraient les dires de l'homme d'Ashmounein : comme on offrait cette fois de nous révéler, contre récompense, l'emplacement du « temple », je pressai Antoun effendi Yousef d'aller vérifier sur place le renseignement. Le 27 décembre, il se rendit donc à la montagne, accompagné de l'« indicateur » de Tounah, fit des sondages à l'endroit que cet homme lui désigna, et dégagea, après quelques coups de pioche, les assises supérieures de deux murs d'angle dudit ma'bad, qui était en réalité un tombeau, le tombeau de Pétosiris.

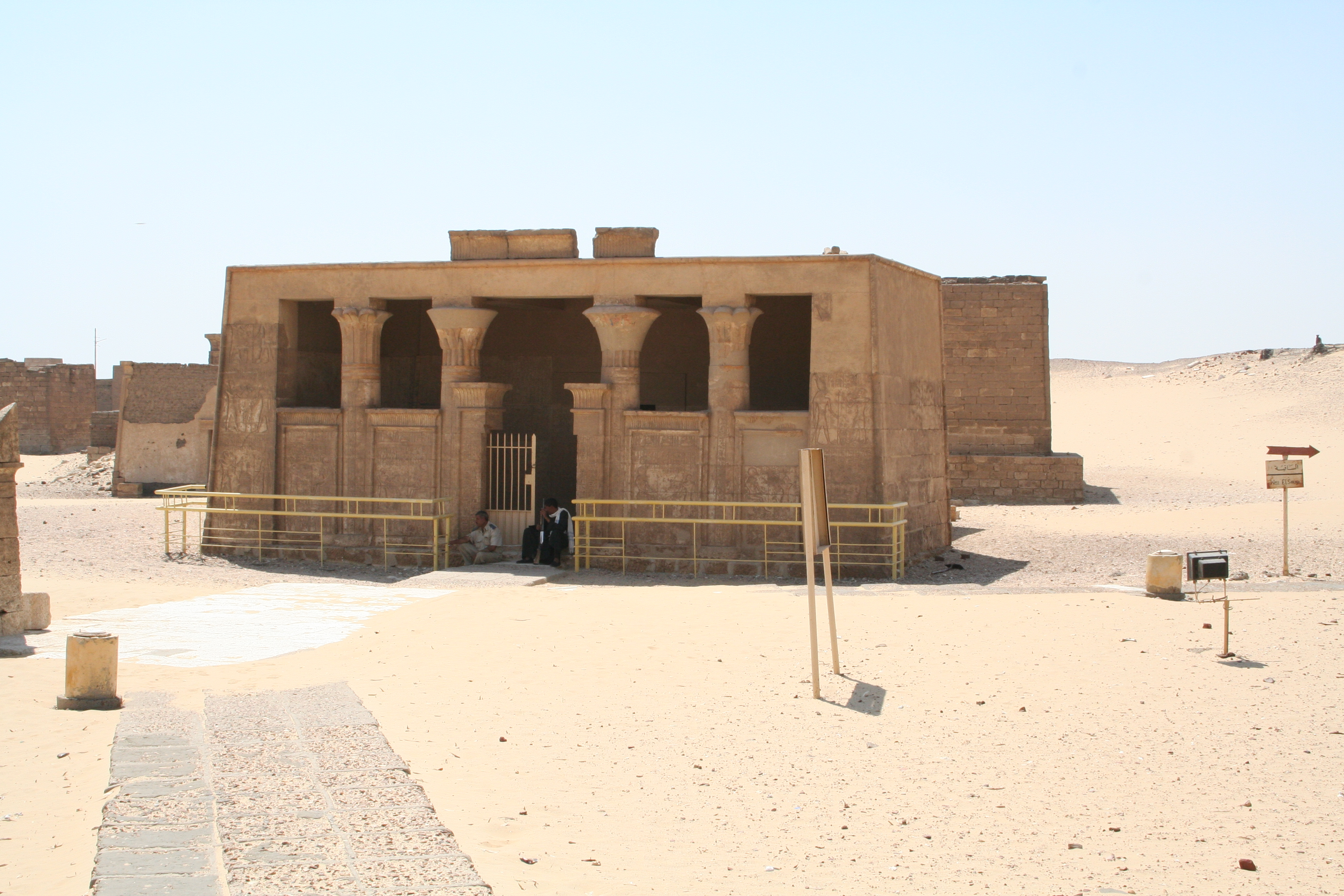
Chapelle funéraire du tombeau de Pétosiris.

Les fouilles méthodiques se poursuivirent, sous ma direction, jusqu'au 8 mars 1920, date à laquelle j'avais terminé le déblaiement du tombeau et des chapelles voisines, la copie des inscriptions, l'étude sommaire des textes et des bas-reliefs, tout résultats que je fis connaître immédiatement dans un rapport préliminaire (Annales du Serv. des Antiquités, XX, p. 41-121). »

— Gustave Lefebvre, Le tombeau de Pétosiris (extrait de l'introduction)